# ستيفن كوكي
ستيفن كوكي (بالإنجليزية: Stephen Cooke)‏ (15 فبراير 1982 بوالسال في المملكة المتحدة - ) هو لاعب كرة قدم بريطاني في مركز الوسط. لعب مع أستون فيلا ونادي بورنموث ونادي توركي يونايتد وويكمب وندررز وHalesowen Town F.C. ‏ وBloxwich United F.C. ‏ ونادي ويموث وPelsall Villa F.C. ‏.

## وصلات خارجية
- ستيفن كوكي على موقع قاعدة بيانات كرة القدم.إي يو (الإنجليزية)
- ستيفن كوكي على موقع Soccerbase.com (لاعب) (الإنجليزية)
- ستيفن كوكي على موقع عالم كرة القدم.نت (الإنجليزية)